# Kreis Staßfurt
| Basisdaten                             | Basisdaten               |
| -------------------------------------- | ------------------------ |
| Bezirk der DDR                         | Magdeburg                |
| Kreisstadt                             | Staßfurt                 |
| Fläche                                 | 386 km² (1989)           |
| Einwohner                              | 68.476 (1989)            |
| Bevölkerungsdichte                     | 177 Einwohner/km² (1989) |
|                                        |                          |
| Der Kreis Staßfurt im Bezirk Magdeburg |                          |

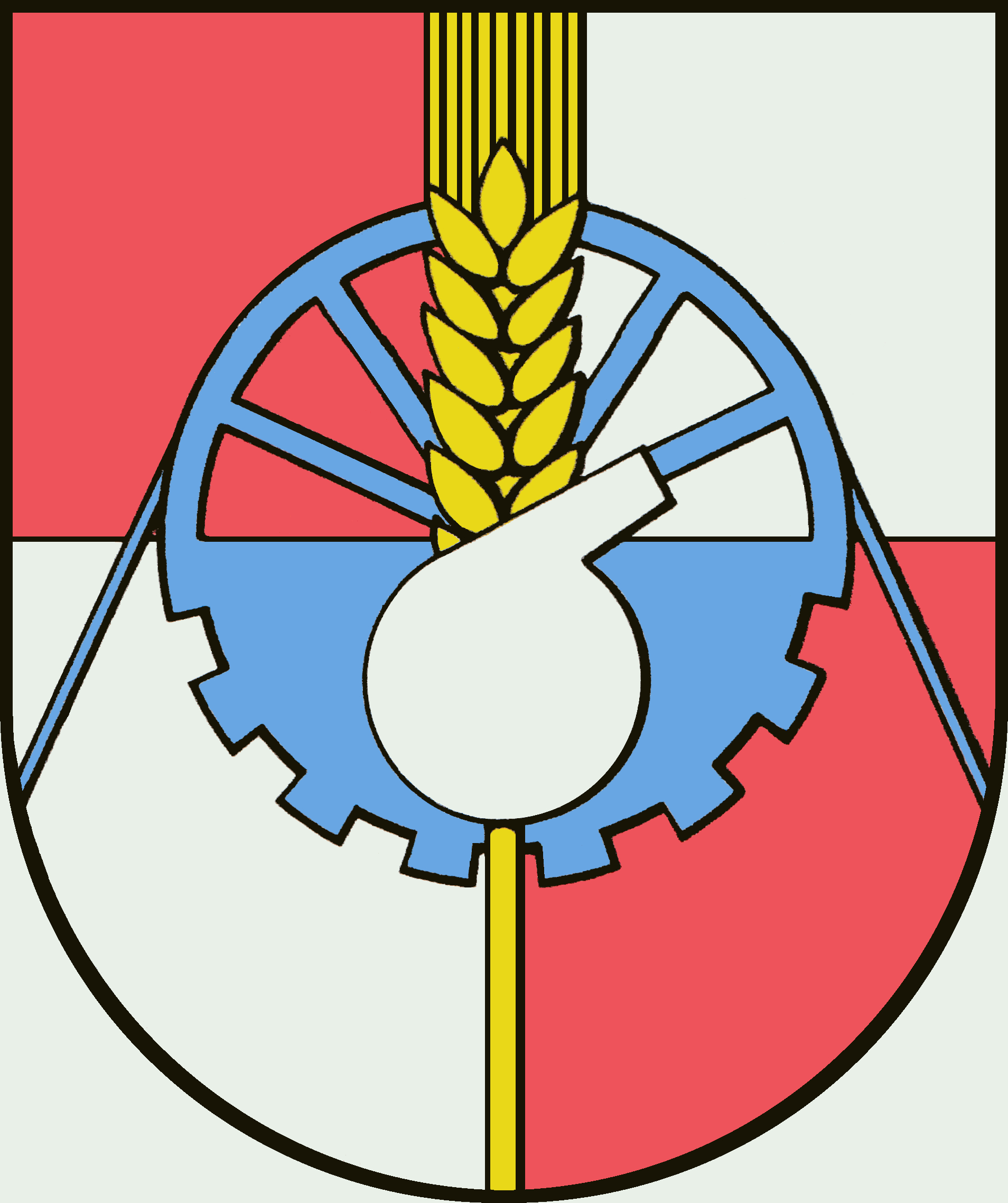
Altes Wappen der Kreisstadt Staßfurt (1960–1990) farbig

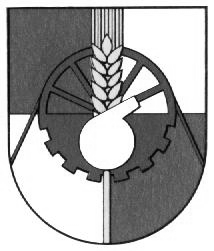
Altes Wappen der Kreisstadt Staßfurt (1960–1990) in Schwarz und weiß

Der Kreis Staßfurt war ein Landkreis im Bezirk Magdeburg der DDR. Von 1990 bis 1994 bestand er als Landkreis Staßfurt im Land Sachsen-Anhalt fort. Sein Gebiet gehört heute zum Salzlandkreis in Sachsen-Anhalt. Der Sitz der Kreisverwaltung befand sich in Staßfurt.

## Geographie

### Lage
Der Kreis Staßfurt lag an der südlichen Bezirksgrenze des Bezirks Magdeburg.

### Nachbarkreise
Nachbarkreise waren folgende:
- nördlich: Kreis Wanzleben
- nordöstlich: Kreis Schönebeck
- südöstlich: Kreis Bernburg (Bezirk Halle)
- südwestlich: Kreis Aschersleben (Bezirk Halle)
- westlich: Kreis Oschersleben

## Geschichte
Mit der Verwaltungsreform von 1952, in der die fünf Länder auf dem Gebiet der DDR in Bezirke aufgeteilt wurden, entstand am 25. Juli 1952 als einer von 20 Kreisen des Bezirks Magdeburg der Kreis Staßfurt. Die Stadt Staßfurt war als Kreisstadt Sitz des Rates des Kreises und nach 1989 des Landratsamtes. Am 17. Mai 1990 wurde der Kreis in Landkreis Staßfurt umbenannt. Anlässlich der Wiedervereinigung wurde der Landkreis dem Land Sachsen-Anhalt zugesprochen. Er ging am 1. Juli 1994 im damaligen Landkreis Aschersleben-Staßfurt auf.

## Gemeinden
| - Amesdorf - Atzendorf - Borne - Egeln, Stadt - Etgersleben - Förderstedt - Groß Börnecke - Güsten, Stadt - Hakeborn - Hecklingen, Stadt - Hohenerxleben | - Kroppenstedt, Stadt - Löbnitz - Löderburg - Neundorf - Rathmannsdorf - Schneidlingen - Staßfurt, Stadt - Tarthun - Unseburg - Westeregeln - Wolmirsleben |

## Kfz-Kennzeichen
Den Kraftfahrzeugen (mit Ausnahme der Motorräder) und Anhängern wurden von etwa 1974 bis Ende 1990 dreibuchstabige Unterscheidungszeichen, die mit den Buchstabenpaaren HR und MR begannen, zugewiesen. Die letzte für Motorräder genutzte Kennzeichenserie war HY 20-01 bis HY 45-00.
Anfang 1991 erhielt der Landkreis das Unterscheidungszeichen SFT. Es wurde bis zum 30. Juni 1994 ausgegeben. Seit dem 27. November 2012 ist es aufgrund der Kennzeichenliberalisierung auf Wunsch im Salzlandkreis erhältlich.